# ان‌جی‌سی ۷۷۹۰
ان‌جی‌سی ۷۷۹۰ (انگلیسی: NGC 7790) یک خوشه باز جوان از ستارگان است که در فاصله ۱۰۸۰۰ سال نوری از زمین در صورت فلکی ذات‌الکرسی قرار دارد. 